# 寝室女官事件

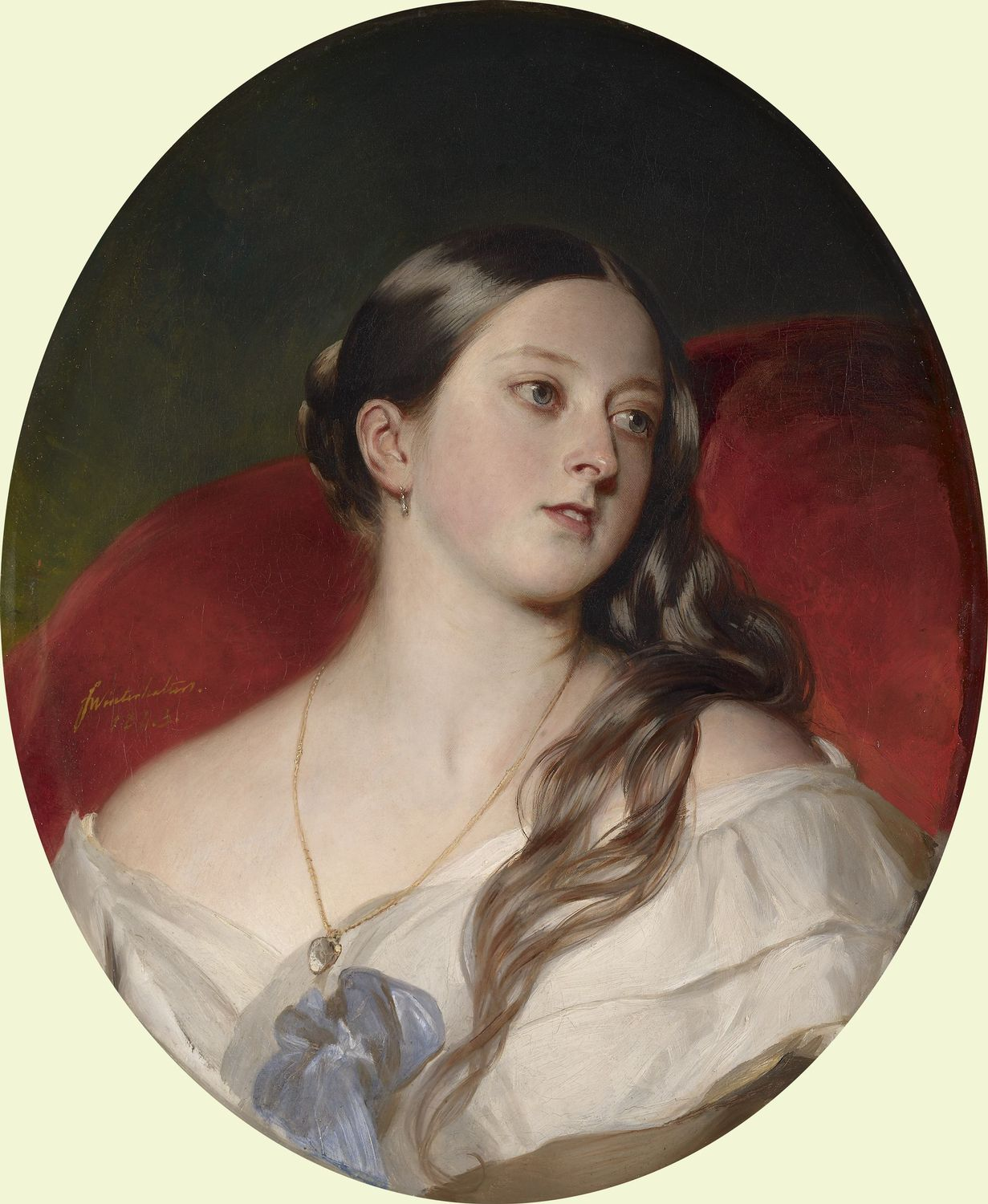
イギリス女王ヴィクトリア

寝室女官事件（しんしつにょかんじけん、英: Bedchamber crisis）は、1839年5月にイギリス女王ヴィクトリアと組閣の大命を受けた保守党党首サー・ロバート・ピール準男爵の間で発生した、寝室女官の人事をめぐる対立である。これによりピールは大命を拝辞し、ホイッグ党の首相メルバーン子爵ウィリアム・ラムが政権を維持することになった。イギリスの国制（議会政治・政党政治）を危機に陥れた事件とされる。

## 背景

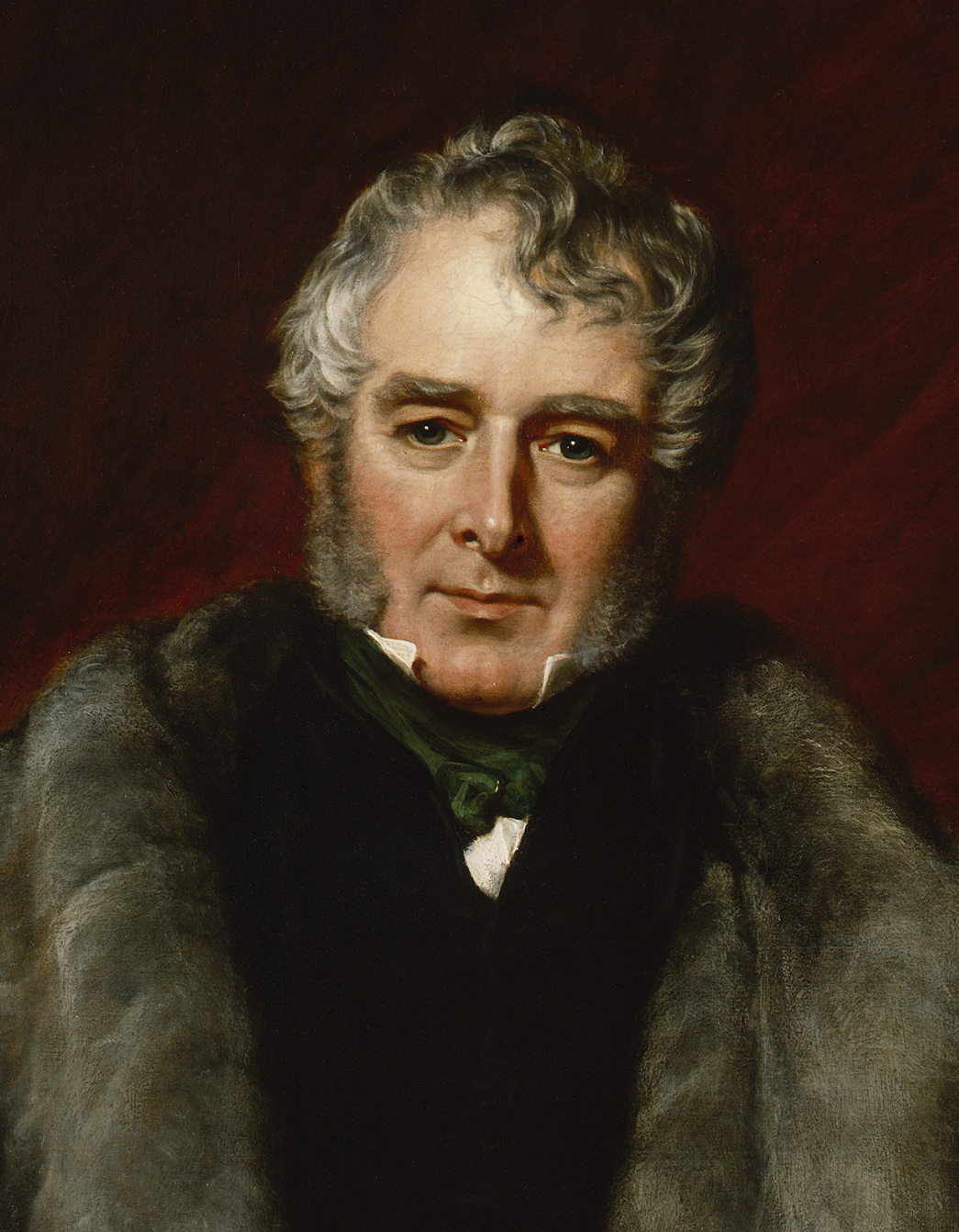
首相・ホイッグ党党首、第2代メルバーン子爵ウィリアム・ラム

1837年6月に18歳のヴィクトリア女王が即位した。当時はホイッグ党政権期であり、首相はホイッグ党首第2代メルバーン子爵ウィリアム・ラムだったが、若く経験の乏しい女王はこのメルバーン卿に様々な問題で相談にのってもらい、彼を深く信頼するようになった。
この当時はホイッグ党政権と野党保守党の間には「ヴィクトリア朝の妥協（Victorian compromise）」と呼ばれる協力関係が構築されていた。これはメルバーン卿がホイッグ党内の革新勢力が求める左翼的政策を抑えることを条件に保守党が彼の政権を支持するというものである。保守党党首サー・ロバート・ピール準男爵は、いまだ自党を掌握できていなかったため、ただちに自分が政権掌握するのは困難とみてこの妥協に甘んじた。当時の慣例であった新女王の即位に伴う解散総選挙で急進派やオコンネル派（アイルランド独立派）、ダービー派が議席を減らし、ホイッグ党と保守党が議席を伸ばした（ホイッグ218議席→269議席、保守党204議席→249議席、ダービー派90議席→60議席、急進派とオコンネル派150議席→80議席）こともこの妥協関係を促進することになった。
だが、1839年までにはピールが保守党内で党首としての権威を確立し、またダービー派が保守党に合流したことで保守党の議席は300議席近くになったため、いよいよピールはメルバーン子爵内閣倒閣を目指すようになった。保守党から妥協を引き出しにくくなったメルバーン子爵政権は急進派やオコンネル派との接近を図らざるを得なくなったが、それまで自分たちの主張を押さえこまれてきた経緯から両派が簡単に同政権を信頼するはずがなく、1839年春には政権は危機的状況に陥った。

## 事件の経緯

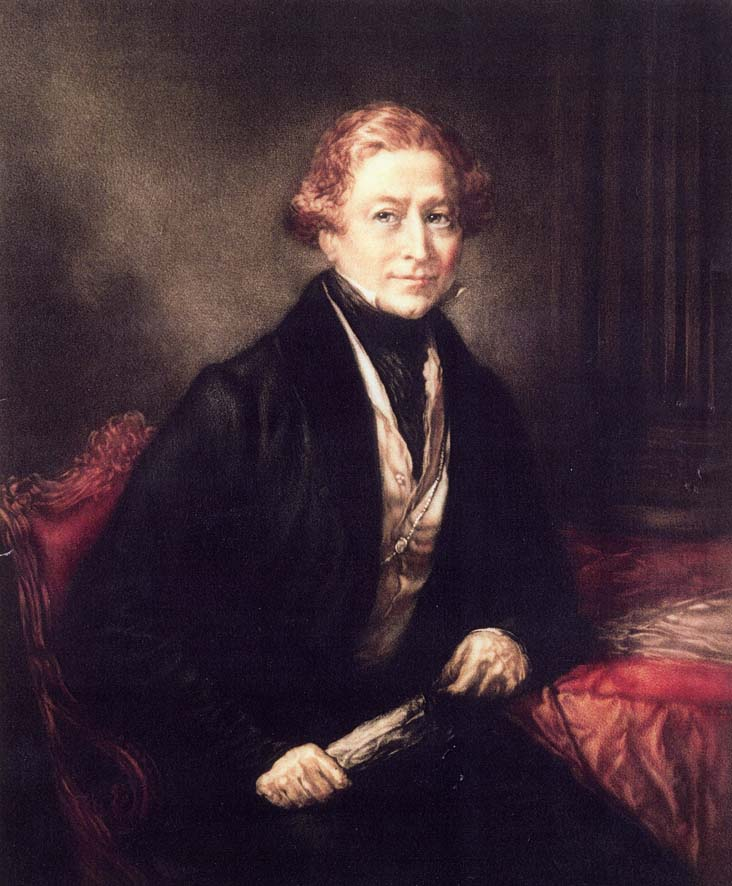
保守党党首、第2代準男爵サー・ロバート・ピール

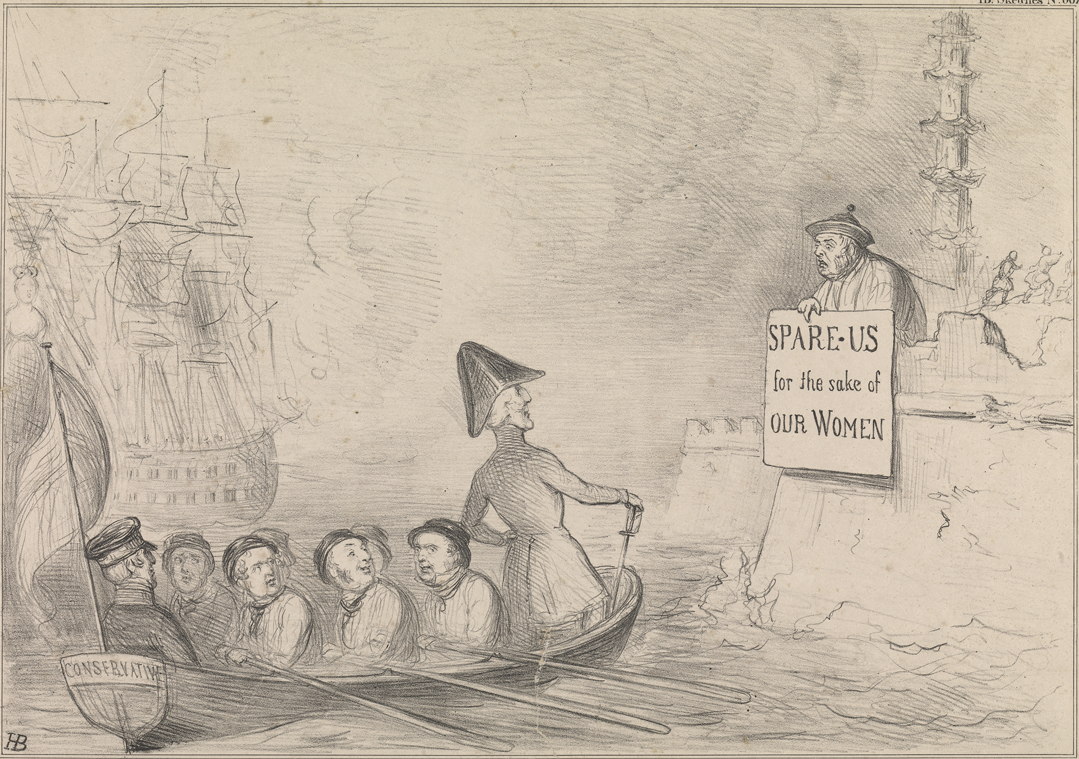
寝室女官事件を描いた風刺画。
砦の男（メルバーン卿）がボートに乗る保守党乗組員らに『ご婦人がたのために我々を助けてください』と乞うている。

1839年4月の英領ジャマイカに関する法案は294対289という僅差で可決されたが、イギリスでは重要法案の否決は内閣不信任と看做されており、政権交代要因であるため、メルバーン卿はこのような僅差では政権が庶民院から支持を得られているとはいえないと考え、5月7日にもバッキンガム宮殿のヴィクトリア女王のもとに参内して辞表を提出し、後任の首相として保守党貴族院院内総務を務める初代ウェリントン公爵アーサー・ウェルズリーを推挙する上奏を行った。
メルバーン卿を心より信頼するヴィクトリア女王の衝撃は大きく、泣き崩れたという。5月8日朝に再度参内したメルバーン卿は女王に保守党の新大臣たちに憎悪を見せないよう諭しつつ、保守党も女王の女官に触れることはないでしょうという見解を示した。この時のメルバーン卿の一言が想像以上に大事になる。
同日中に女王はウェリントン公爵を招集し、彼に組閣の大命を下したが、ウェリントン公爵は高齢と庶民院への影響力の無さから拝辞し、代わりに保守党庶民院院内総務ピールに大命降下されるべきことを上奏した。女王はこの際にウェリントン公爵に今後もメルバーン卿に諮問してよいかと下問した。野党党首が政府の政策について議会ではなく宮中で君主に助言を行うなどというのは国制違反にも相当しかねないことだったが、ウェリントン公爵はそれを了解している。ついで女王はウェリントン公爵の助言に従って同日午後2時にピールを召して組閣の大命を下した。この時も女王はピールに対して今後もメルバーン卿に諮問したい希望を伝えたが、ピールはそれに不満を示して即答を避けて退下した。これにより女王はピールに嫌悪感を持つようになった。
翌5月9日にピールは再び参内して女王にホイッグ党の政治家の夫人たちで構成されている宮中の人事（とくに女官）を異動させることを要求した。1830年以来、短期間の第1次ピール内閣を除いてホイッグ党が政権を握っており、宮中女官人事もホイッグ党が多くなっていた。特に寝室女官はそれが顕著だった。ピールはメルバーン内閣陸軍・植民地大臣ノーマンビー侯爵夫人、アイルランド担当大臣モーペス子爵の妹2人が寝室女官を占めていることを問題視し、彼女ら3人と他の何人かの女官を入れ変えることで政府と宮中の繋がりが切れないようにしようとした。ところが女王がこれに強く反発した。ピールは政府に宮中人事の権利があるかを問う国制問題であると反論したが、女王は女官は女王の私的人事と主張し、誰一人解任しないと突っぱねた。ウェリントン公が両者の間を取り持とうとしたが、両者とも譲らず、平行線をたどった。
メルバーン卿も同日午後6時半に参内して女王の引見を受け、ホイッグ党幹部会を招集して女王の取るべき立場を話し合うことを女王に約束した。退下したメルバーン卿はただちにホイッグの主要政治家に招集をかけ、翌10日午前1時までかけて会議を行い、その結果、女王はピールの女官人事案を拒否すべきとの結論を出した。一方ピールの方も保守党幹部と相次いで会談し、10日に女王に書簡を送って宮中人事案が認められないなら大命を拝辞する意思を伝えた。
5月11日、ウェリントン公は今一度ピールの説得にあたったが、ピールの態度が変わらなかったため、結局ピールに大命を拝辞することを勧めた。5月12日にピールはメルバーン卿に首相復帰を求める書簡を送り、メルバーン卿も復帰を約束した。5月13日にはウェリントン公もメルバーン卿の政権運営に協力することを約束した。こうして保守党への政権交代は阻止され、メルバーン卿の政権が継続されることになった。
メルバーン卿内閣はこの2年後の1841年に崩壊したが、その時にホイッグ党女官たちは一緒に辞職した。この時とそれ以降の政権交代時には同じ問題が起きることはなく、宮中人事は明確に政府の裁量となった。

## 国制危機であったか
女王の行動が国制を揺るがすものであったかどうかは意見が分かれている。
当時のマスメディアは女王の行動を「国制を覆す行為」と批判し、女王の気まぐれを諌める夫が必要との論調が多かったという。
スタンリー・ワイントラウブは「君主に仕える大臣は法律が定める地位に任じる人物について、その者が女王の身近に侍ることがふさわしくないことを知り得た時、その任官を否認する権限を持つというのが憲法上の周知の原則」というクロッカーの主張を引き合いに出しつつ、「慣例を顧みれば、宮中の人事は女王の私的人事ではなく、政府内の勢力を反映されてしかるべきだった。女王がそれを知っていたとすれば、伝統通りに事が運ぶのを拒否する彼女の態度は、ピールを引っこませた後の空白をメルバーンに埋めさせる口実でしかなかった」と論じている。
リットン・ストレイチイは「この問題は複雑であり、前例のないことだった。女官人事が首相の意思に従わねばならないという憲法上の不文律ができたのはこの事件の後のことである」とし、事件のさなかにメルバーン卿が書簡で女王に行った助言（「陛下個人の事柄であり、陛下のご希望通りに主張なさるべきだ。しかしもしサー・ロバートが譲歩できなければ、拒絶して交渉を長引かせるのはいいことではない」）を適切な物と支持している。
枢密院書記官長チャールズ・グレヴィルは、「知り合いが皆無だった女王はメルバーンが推挙する夫人なら誰でも二つ返事で受け入れるつもりでいた。彼もその時点で女王の家中を政治的にみて寄り合い所帯とすることを避けて、ホイッグ一本やりで固めるよう配慮するべきだった」、「宮中人事を操りピール政権を阻止したメルバーン卿が非国制的な危険を犯した」と主張している。
事件より60年後、ヴィクトリア女王自身は侍従サー・アーサー・ビッゲ（後のスタムファーダム男爵）との会話の中で「あの頃の私は非常に若かった。同じような事態が再びあったなら、私は違う行動をとったでしょう」と当時を振り返っている。
君塚直隆は「18世紀以来の慣習として、政権党が交代する場合には宮廷内の人事も一新されるのが常だった」として女王に非があると論じている。